# Marina Sirtis
Marina Sirtis (ur. 29 marca 1955 w Londynie, Wielka Brytania) – urodzona w Anglii amerykańska aktorka greckiego pochodzenia. Znana przede wszystkim jako doradca Deanna Troi z serialu Star Trek: Następne pokolenie oraz czterech filmów pełnometrażowych serii Star Trek. Wystąpiła również epizodycznie w trzech odcinkach serialu Star Trek: Voyager oraz w finałowym odcinku Star Trek: Enterprise.
Ponadto wystąpiła gościnnie w odcinku Watergate (2000) serialu Gwiezdne wrota (czwarty sezon) jako dr Svetlana Markov.